# Centroptilum luteolum
Centroptilum luteolum je druh jepice z čeledi Baetidae, která se přirozeně vyskytuje v Evropě, v severní Asii a v Severní Americe. Jako první tento druh popsal dánský přírodovědec Otto Friedrich Müller v roce 1776.

## Popis
Tělo dospělého jedince dosahuje délky 6–7 mm. Tvar těla a zbarvení i způsob života jsou podobné jako u zástupců jepic rodu Baetis. Tělo má olivově zelenou nebo lehce světle olivovou barvu. Křídla jsou trojúhelníková. Zadní křídlo je malé, výrazně menší než přední křídlo, které má pravidelný oválný tvar. Na zadečku jsou dva cerci. 
Nymfy dorůstají délky těla 6–8 mm. Na boku v zadní části těla je sedm párů malých, jednoduchých žaber. Tracheální žaberní lístky jsou špičatě vejčité.

## Rozšíření a chování
Centroptilum luteoloum žije v Evropě, v Severní Americe a na severu Asie. Larvy žijí jak v tekoucích vodách, jako jsou řeky a potoky, tak ve stojaté vodě. Zalézají pod kameny nebo plavou volně ve vodě. Jejich strava se skládá z perifytonu. Generační období této jepice je jeden rok. Po většinu života žije jako larva nebo nymfa. Dospělci vylétají v období května až září. Nejsou schopni přijímat potravu ani vlhkost. Dospělí samci pouze zřídka žijí déle než jeden den.
Samička vypouští vajíčka na vodní hladinu. Ta poté okamžitě klesají ke dnu. Nymfy žijí zahrabané v bahnitém či písčitém dně. Požírají malé částečky organického materiálu, jako jsou řasy, rostlinné zbytky nebo hnijící rostliny. Mohou se živit i drobnými živočichy.
Tato jepice patří mezi hmyz s nedokonalou proměnou, což znamená, že mezi stádiem larvy a imaga není stádium kukly. Životní cyklus tohoto hmyzu je jedinečný díky existenci přechodového stádia zvaného subimago, kterým neprochází žádné jiné hmyzí skupiny.